# 巴里縣 (密蘇里州)
巴里縣（英語：Barry County）是美國密蘇里州西南部的一個縣，南鄰阿肯色州。面積2,048平方公里。根據美國2000年人口普查，共有人口34,010人。縣治卡斯維爾 (Cassville)。
成立於1835年1月5日。縣名紀念在安德魯·傑克遜和馬丁·范布倫時期任郵政部長的威廉·泰勒·巴里 (William Taylor Barry)。